# Prvi anglo-nizozemski pomorski rat
Prvi anglo-nizozemski pomorski rat (1652. – 1654.), sukob između Republike Nizozemske i Commonwealth (naziv na Englesku u vrijeme Olivera Cromwella). Rat je izbio zbog gusarskog djelovanja protiv nizozemskih brodova podupiranih od strane Engleza. Drugi razlog je bio pokušaj Engleske da skreše gotovo monopol Nizozemske trgovine s Novim Svijetom i svojim posjedima u Istočnoj Indiji.

## Stanje mornarica sukobljenih strana u ratu

### Nizozemska
Poslije Westfalskog mira 1648., Nizozemska je pristupila radikalnom smanjenju oružanih snaga. Od oko 140 brodova, njezina ratna mornarica (RM) svedena je na svega 40. Ukidanjem namjesništva 1650. nije bilo jedinstva niti u organizaciji, niti u zapovijedanju, niti u obuci. Zbog hidrografskih prilika u nizozemskom pribrežju, nizozemski ratni brodovi bili su neprikladni za teško more (malog gaza, prilično ravnog dna, široki, spori i slabog topničkog naoružanja). Kada su se 1651. odnosi s Engleskom zaoštrili, Nizozemska je opremila novih 36 ratnih brodova, a u ožujku 1652. pristupila opremi daljih 150. U srpnju iste godine flota je imala 92 broda, od kojih 1 s 56 topova, 19 s po 30—40 topova, 12 s 8—10 topova i 6 brandera. Ostatak flote sačinjavali su trgovački brodovi naoružani s po 20—30 topova. 

### Engleska
Engleska se, također, od 1649. ubrzano pripremala za rat gradeći, planski, svoju flotu. Flotom je zapovijedala komisija od 3—5 admirala, većinom iz kopnene vojske (KoV), pa su i nazvani generali na moru (generals at sea), a ratnom mornaricom Admiralitet zavisan od Parlamenta, odnosno Olivera Cromwella. Generali su u RM zaveli strogu disciplinu i vojnički duh. U ožujku 1651. engleska flota je imala 3 linijska broda s po 60—100 topova, 10 s po 50—54 topa, 12 s po 40—46 topova, a 24 s po 34 topa i manje. Ratni brodovi su bili veći od nizozemskih (2 palube), čvršći, brži, okretniji i stabilniji (veći gaz) a i znatno jači po broju i kalibru teških topova. I trgovački brodovi bili su bolje naoružani od nizozemskih. 

## Početak ratnih sukoba i borba za prevlast na La Mancheu
Osjećajući se jakom, engleska vlada je dozvolila gusarima pod njihovim nadzorom da plijene nizozemske brodove. Nizozemci su na ovo odgovorili istom mjerom, a osim toga u britanskim vodama prestali su pozdravljati englesku zastavu na brodovima pri susretu i uskratili Englezima pravo pregleda svojih brodova. Opća sklonost nezakonitim i nasilnim postupcima i međusobno rivalstvo izazvali su gotovo spontano bitku ispred Dovera 29. svibnja 1652. Time je počeo Prvi anglo-nizozemski pomorski rat, objavljen tek 28. srpnja. 
Poslije ovog boja engleski general na moru Robert Blake otplovio je u Sjeverno more i zarobio 12 malih ratnih i 100 ribarskih nizozemskih brodova, jer je nizozemski admiral Maarten Tromp stigao prekasno kako bi ih zaštitio, zbog čega je smijenjen. Prateći konvoj trgovačkih brodova La Mancheom prema zapadu, admiral Michiel de Ruyter, iako brojno slabiji, napao je 26. kolovoza eskadru admirala sir Georgea Ayscuea, kod Plymoutha i primorao ga na povlačenje, zatim je krstario po zapadnim prilazima La Mancha, osiguravajući vlastiti, a napadajući protivnički pomorski promet. No krajem kolovoza ugrožen od glavnine engleske flote povukao se prema svojoj glavnini u Nieuwpoortu, Englezi su ponovo ovladali La Manchom i pljenili nizozmeske trgovačke brodove. Stoga je njihova flota doplovila je 21. kolovoza ponovo u La Manche i 2. listopada se spojila s Ruyterovom eskadrom. 
Iako su po broju i kvaliteti brodova bili slabiji, Nizozemci su napali Engleze kod pličine Kentish Knocka 8. listopada. Kako je idućeg dana 20 nizozemskih brodova samovoljno otplovilo za Nizozemsku, a za nijima i glavnina flote, Englezi su s glavnog pomorskog ratišta, Sjevernog mora i La Manchea, detaširali 3 eskadre na sporedne zadatke, a Blake je ostao u Doverskim vratima sa svega 45 ratnih brodova. Tromp, ponovo zapovjednik nizozemske flote, iskoristio je priliku i 1. prosinca isplovio s oko 80 ratnih brodova i brandera da bi prepratio kroz La Manche oko 300 trgovačkih brodova u prekomorske zemlje i prihvatio konvoj koji se vraćao u zemlju. Prethodno je 10. prosinca iznenadno napao i pobijedio Engleze kod Dungenessa. Englezi su poslije toga užurbano opremili novu flotu od oko 70 brodova koja je sredinom veljače 1653. čekala Trompa koji se vraćao od smjera La Rochellea. Tromp ih je 28.veljače napao kod Portlanda i nakon trodnevne bitke uspio se s većim dijelom konvoja probiti kroz La Mancha.

## Velike bitke u ratu i njihove posljedice
Nakon brojnih čarki i gore navedenih prepada, kod pličine North Forelanda, 12. lipnja 1653., protivničke flote su se sudarile prvi puta u punoj jačini. To je bila najveća bitka prvog anglo-nizozemskog pomorskog rata, a završila se porazom Nizozemaca, uz neznatne engleske gubitke. Koristeći se postignutom prevlašću na moru, Blake je pristupio uskoj blokadi nizozemske obale. To je 8. kolovoza dovelo do teškog sukoba kod Katwijka u kojemu su obje strane pretrpjele teške gubitke, a 10. kolovoza do bitke kod Scheveningena, u kojoj su Nizozemci potpuno razbijeni. To je bila zadnja od velikih bitka te su do kraja rata obje strane svoja djelovanja ograničile na krstarički rat.

## Djelovanja u Sredozemnom moru
U Sredozemnom moru Nizozemci i Englezi su imali eskadre za zaštitu svoje trgovine od napada arapsko-berberskih gusara, prvi oko 30 ratnih brodova raspoređenih na više mjesta, a drugi 6 ratnih i 2 naoružana trgovačka broda. Odmah po izbijanju rata Nizozemci su dio engleske eskadre blokirali u Livornu, a ratne brodove koji su pratili konvoj napali 6. rujna kod otoka Elbe i nakon višesatnog boja prisilili ih da uplove u Porto Longone na Elbi. 
Pri pokušaju engleskih brodova iz Livorna i Porto Longona da se spoje došlo je, 14. ožujka 1653. ispred Livorna, do bitke s Nizozemcima u kojoj su Englezi razbijeni i prisiljeni napustiti Sredozemno more.

## Kraj rata i njegove posljedice
Nizozemsku je rat teško pogađao, njezina pomorska trgovina je gotovo sasvim zamrla. Smatra se da su Englezi u toku rata zaplijenili 1,700 nizozemskih trgovačkih brodova (priza), što je po vrijednosti odgovaralo četverogodišnjem prihodu Engleske. Porazom Nizozemske bili su pogođeni i engleski rojalisti, a učvršćen je Cromwellov položaj. Rat se osjetio i u Engleskoj. Naporna služba i loša opskrba izazivali su nezadovoljstvo i pobune na engleskim brodovima, a Sredozemlje je bilo zatvoreno za engleske trgovačke brodove. Stoga je Cromwell pristao na mirovne pregovore. 
Mirom u Westminsteru od 15. travnja 1654., Nizozemska je priznala Navigacijski akt, pristala na pozdrav engleskoj zastavi u britanskim vodama i platila ratnu odštetu od 900,000 £. 